# Plagiochila britannica
Plagiochila britannica là một loài rêu trong họ Plagiochilaceae. Loài này được Paton mô tả khoa học đầu tiên năm 1979.